# تاريخ الشطرنج

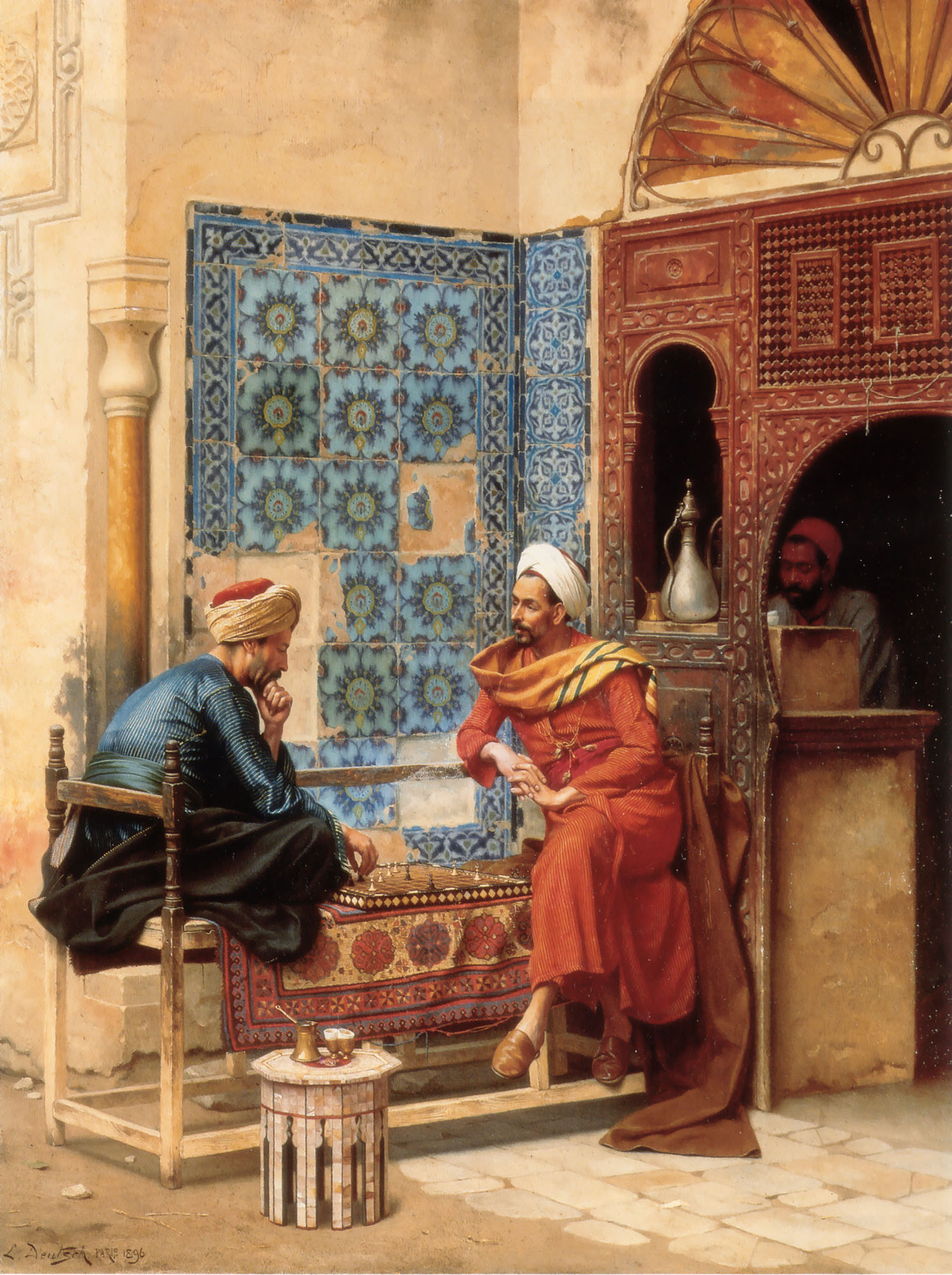
الثعالبي يلعب الشطرنج ضد الباخرزي، رسمة بواسطة لودفيغ دوتيش 1896.

غاب تاريخ الشطرنج الحقيقي في ظلمات الزمن وكان موضوع العديد من الفرضيات المرتبطة بأساطير وخرافات لا على صحتها ولم يستطع المؤرخون إيجاد ما يثبت أصله ومكان نشأته. غير أن الشطرنج بهيأته البدائية يمكن تتبع تاريخه إلى 1800 سنة من تاريخنا الحالي إلى القرن السادس ميلادي حيث يقول معظم المؤرخين أن أصله يعود إلى الهند في حين أن قلة منهم تعتقد أن أصله من الصين.
من الهند حيث كان معروفا باسم شطورانجا انتشر الشطورانجا في بلاد فارس وشهد تغيرات طفيفة في طريقة نقلات قطعه ليُعرف باسم الشطرنج القديم هناك وبعد الفتح الإسلامي لفارس انتقلت هذه النسخة إلى العالم الإسلامي والعربي وعرفت انتشارا وازدهارا كبيرين حيث أعجب به ولعبه الخلفاء أمثال هارون الرشيد وابنه المأمون ونبغ فيه الشطرنجيون أمثال العدلي والصولي والرازي واللجلاج وكانوا أول من ألف كتابا كاملا عن الشطرنج.
بعد فتح الأندلس انتشر الشطرنج القديم في إسبانيا ومنه إلى أروبا حيث لعبه الملوك أمثال نابليون، وقام السير ويليام جونز بإعادة نشر كايسا في 1763 بالإنجليزية، وبعده بسبع سنوات اخترع فولفغانغ فون كيمبلين آلة ذي تورك في 1770، وبعد عدة قرون عرف تغيرات عديدة ليظهر الشطرنج بنسخته الحديثة وينبغ فيه أبطال مثل روي لوبيز، فيليدور وبول مورفي وعرفت تلك الحقبة بالحقبة الرومنسية للشطرنج حيث امتازت بالتكتيكات الذكية والتضحيات الكبيرة والهجومات الحادة والديناميكية في اللعب، وفي نصف القرن 19 بدأ لعب البطولات وفي 1886 تم تنظيم أول بطولة عالم للشطرنج.
وفي القرن العشرين عرف الشطرنج قفزة كبيرة في نظرياته وتم تأليف الكثير من الكتب بشأن ذلك وتأسس الاتحاد الدولي للشطرنج سنة 1924 وفي نهايته عرف الشطرنج استخدام الحاسوب في التحليلات والتي كان أول ظهور تجاري لها سنة 1970 وكان برنامج كايسا أول برنامج شطرنج بطل للعالم في 1974، وظهر لعب الشطرنج على الأنترنيت في منتصف التسعينات.
مازالت الشطرنج في وقتنا الحالي مشهورة جدا بين أوساط الناس، في 2012 أجري استطلاع أظهرت نتائجه أن«لاعبي الشطرنج الآن يشكلون أكبر الفئات الاجتماعية في العالم: 605 مليون بالغ يلعب الشطرنج باتنظام». يلعب الشطرنج على الأقل مرة واحدة في العام من قبل 12% من البريطانيين، 15% من الأمريكيين، 23% من الألمانيين، 43% من الروسيين و70% من الهنديين.

## مقدمة

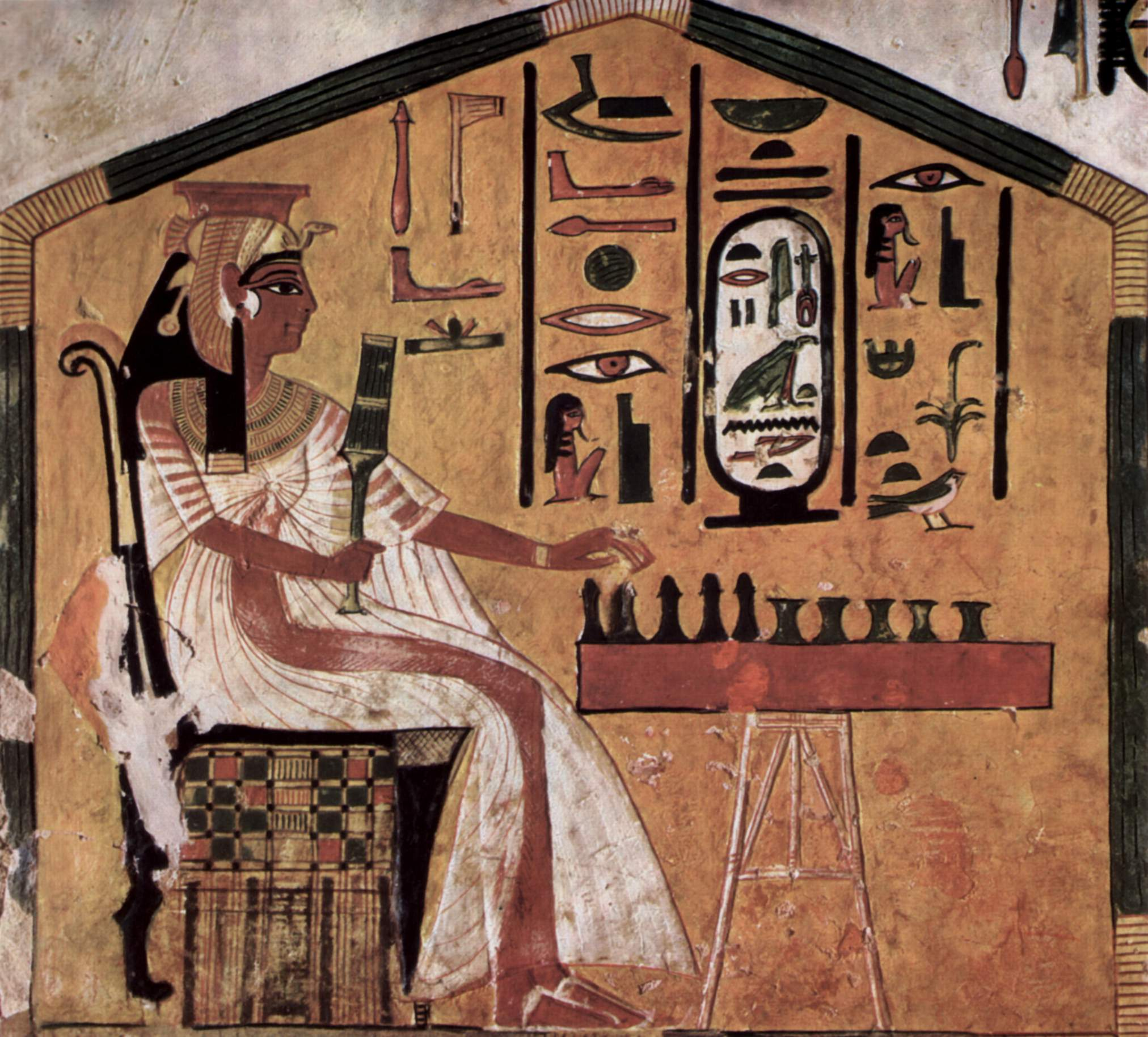
رسمة للملكة نفرتيتي تلعب السينيت (1295 - 1255 قبل الميلاد).

كثرت النظريات حول أصل الشطرنج واختلفت الآراء وقيل أن أصلها يعود لزمن أطول بكثير من القرن السابع ميلادي، حيث نسب بعض المؤرخين فكرة اختراعها للنبي سليمان وهناك من يذهب أبعد لينسب الشطرنج لأصول فرعونية وذلك بعد اكتشاف مقبرة توت عنخ آمون
والعثور على رقعة سينيت مع قطعها، أو أبعد من ذلك حين تنسب إلى حضارات ما بين النهرين بتاريخ يعود لألفي عام قبل الميلاد بعد العثور على رقعة شطرنج مطعمة في حفريات أور.، أو أبعد من ذلك حين ينسبها مؤرخ الشطرنج دنكان فوربس إلى الهند لكن بتاريخ يعود إلى خمس آلاف سنة من تاريخنا الحالي.
لكن لا توجد أدلة قطعية تثبت صحة هذه الأقوال وبالنسبة للعبة السينيت فإنها تختلف بكثير عن لعبة الشطرنج وتعتمد في حركتها على نتيجة إلقاء نوع من العصي (سلف النرد) ويُعتقد أنها سلف لعبة الطاولة. وحول ذلك اقتبس هارولد موراي مؤلف كتاب تاريخ الشطرنج 1912 قول دانيال فيسك:
| تاريخ الشطرنج   | وجود الشطرنج في أي بلاد قبل القرن السابع غير قابل للإثبات بأي جزء من دليل وثائقي معاصر أو موثوق ... وكل ما قبل ذلك الوقت غياهب لا تُخترق. | تاريخ الشطرنج |
| — هارولد موراي، | |               |

وقال أن أصله من الهند من لعبة شطورانجا التي كانت تلعب بالنرد على رقعة غير ملونة.

## أساطير عن أصلها
توجد العديد من الأساطير حول نشأة لعبة الشطرنج منها:

### أسطورة صصه ابن داهر

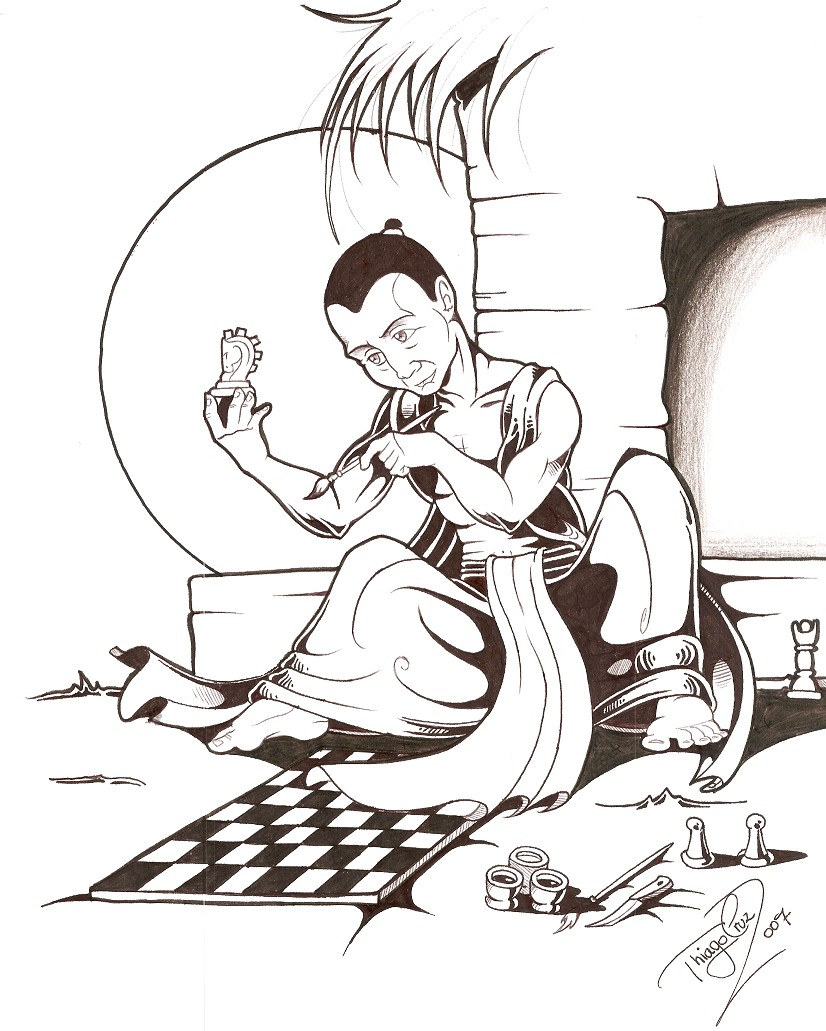
صصه وهو يخترع الشاطورنجا.

وهي أشهر الرويات حول أصل الشطرنج، حيث تقول أن حكيما هنديا يدعى صصه بن داهر ابتكرها لملك هندي اختُلِف في اسمه وسبب الاختراع حيث ذكر ابن خلكان أن الملك يدعى شهريام وأن السبب هو اختراع ملك الفرس أردشير الأول للنرد وافتخاره بذلك فقرر اختراع لعبة تماثلها ، في حين أن دنكان فوربس قال أن الملك يدعى بلبيك وأنه عرض جائزة كبيرة على من يبتكر لعبة تساعده في التغلب على ملل كبير يطاله،  فقام صصه بابتكار الشطورانجا وعرضها على الملك فأعجب بها إعجابا كبيرا لدرجة أنه أمر أن تحفظ في المعابد، وقال بأنها أفضل شيء عرفه لتدريب الجنرالات فـن الحرب وتأسيس العـدالة الكاملة.
بعدهـا طلب الملك من صصه أن يختار مكافأة يرغب فيهـا نتيجة لابتكاره الكبير، فرد صصه بأنه لا يرغب في أي جـائزة لكن الملك أصـر على ذلك، فقـال بن داهر بأنه يرغب أن يأخـذ حبة قمح في المريع الأول من رقعة الشطرنج وحبتين في المربع الثاني وأربعة في الثالث وثمانية في الرابع وهكذا يتضاعف العدد دواليك حتى المربع الأخير. فاستصغر الملك ذلك، وأنكر عليه كونه قابلا بالنزر اليسير، وكان قد أضمر له شيئا كثيرا. أمر الملك الخدم بإحضـار القمح والرقعة ووضع حبات القمح عليهـا، وسـار كل شيء على مايرام لبرهة غير أن الملك تفاجأ حيـن وصلوا إلى منتصف الرقعة بأن المربع الـ 32 يتطلب أكثر من ملياري حبة أي ما يعادل 200 قنطار قمح، هنـا أدرك الملك أن صصه ليس غبيـا ورغم ذلك أصر على الوفـاء بعهده.

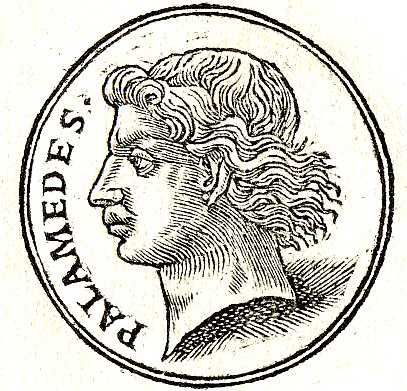
بلاميدس.

بيد أنه حيـن بدأ الخدم في النصف الثاني من الرقعة أدرك الملك تدريجيا أنه لا يستطيع دفع ذللك القدر من القمح، بـل يلزمه محصول العالم كله 6 مرات ليدفـع دينه، فقال لصصه: أنت في اقتراحك ما اقترحت أعجب حالا من وضعك الشطرنج.

### الأسطورة الإغريقية
أسطورة أخرى تقول أن ابتكار الشطرنج كان أثناء حرب طروادة من قبل بلاميدس أحد الأبطال الإغريقيين وذلك ليرفع معنويات الجيش أثناء حصار طروادة، كما ابتكر عـدة ألعاب أخرى: «يعزو إليه اليونانيون (بلاميدس) ابتكار عدة حروف في أبجديتهم، وكذلك العملة والنرد ولعبة الجاكس والشطرنج» 
وهو أصل تسمية جريدة شطرنج متوقفة ظهرت في فرنسا قديما وكانت تسمى Le Palamède.

### نظرية كوكس فوربس
|   | h                           | g                           | f                           | e                           | d                           | c                           | b                           | a                           |   |
| 8 | قالب:Chess diagram alt text | قالب:Chess diagram alt text | قالب:Chess diagram alt text | قالب:Chess diagram alt text | قالب:Chess diagram alt text | قالب:Chess diagram alt text | قالب:Chess diagram alt text | قالب:Chess diagram alt text | 8 |
| 7 | قالب:Chess diagram alt text | قالب:Chess diagram alt text | قالب:Chess diagram alt text | قالب:Chess diagram alt text | قالب:Chess diagram alt text | قالب:Chess diagram alt text | قالب:Chess diagram alt text | قالب:Chess diagram alt text | 7 |
| 6 | قالب:Chess diagram alt text | قالب:Chess diagram alt text | قالب:Chess diagram alt text | قالب:Chess diagram alt text | قالب:Chess diagram alt text | قالب:Chess diagram alt text | قالب:Chess diagram alt text | قالب:Chess diagram alt text | 6 |
| 5 | قالب:Chess diagram alt text | قالب:Chess diagram alt text | قالب:Chess diagram alt text | قالب:Chess diagram alt text | قالب:Chess diagram alt text | قالب:Chess diagram alt text | قالب:Chess diagram alt text | قالب:Chess diagram alt text | 5 |
| 4 | قالب:Chess diagram alt text | قالب:Chess diagram alt text | قالب:Chess diagram alt text | قالب:Chess diagram alt text | قالب:Chess diagram alt text | قالب:Chess diagram alt text | قالب:Chess diagram alt text | قالب:Chess diagram alt text | 4 |
| 3 | قالب:Chess diagram alt text | قالب:Chess diagram alt text | قالب:Chess diagram alt text | قالب:Chess diagram alt text | قالب:Chess diagram alt text | قالب:Chess diagram alt text | قالب:Chess diagram alt text | قالب:Chess diagram alt text | 3 |
| 2 | قالب:Chess diagram alt text | قالب:Chess diagram alt text | قالب:Chess diagram alt text | قالب:Chess diagram alt text | قالب:Chess diagram alt text | قالب:Chess diagram alt text | قالب:Chess diagram alt text | قالب:Chess diagram alt text | 2 |
| 1 | قالب:Chess diagram alt text | قالب:Chess diagram alt text | قالب:Chess diagram alt text | قالب:Chess diagram alt text | قالب:Chess diagram alt text | قالب:Chess diagram alt text | قالب:Chess diagram alt text | قالب:Chess diagram alt text | 1 |
|   | h                           | g                           | f                           | e                           | d                           | c                           | b                           | a                           |   |

#### النظرية
ظهرت النظرية بعد نشر مقال بواسطة هيرام كوكس بعد وفاته سنة 1801، وكان هذا المقال تعليقا على مقال آخر سابق بواسطة السير وليام جونز والذي شمل ذكر النص الهندي بهافيشيا بورانا والذي اعتقد أن تاريخه يرجع إلى 3000 سنة قبل الميلاد، حيث قال جونز أن ذلك النص يحوي وصفا للعبة شطرنج بأربع لاعبين عبارة عن حوار بين یودهیشتیرا وفياسا  وأن شطرنج اللاعبين الأربعة متغيرة من اللعبة الأصلية بلاعبين. غير أن مقال كوكس «حول لعبة شطرنج بورما ومقانتها بالعبة الهندية» اقترح أن نسخة اللاعبين الأربعة هي أقدم نسخة للشطرنج وقال أن هذه اللعبة «ذُكرت في أقدم كتب القانون وقيل أنه تم ابتكارها من قبل زوجة رافانا» مشيرا إلى ملك سري لانكا الأسطوري وقال أن رافانا عاش قبل 3800 سنة قبل الميلاد.
طور فوربس هذه الفكرة في كتابة تاريخ الشطرنج 1860، وقبِل تاريخ 3 آلاف سنة قبل الميلاد التي يرجع إليها تاريخ البورانا ، وفي شرحه قال أن نسخة اللاعبين الأربعة بالنرد سميت شطورانجا وأصر أن الشطوراجي هو خطأ في التسمية يشير في الواقع لشرط نصر في اللعبة يشبه كش مات.

#### الرفض
أقدم نصوص البورانا حاليا يعود إلى 500 سنة قبل الميلاد وليس 3 آلاف،  وإلى جانب ذلك وجد ألبرخت ويبر (1825–1901) ومؤرخ الشطرنج الدنماركي أنتونيوس فان دير ليند (1833–97) أن اقتباس فوربس من بورانا لم يحوي حتى المعلومات التي زعمها. وأثناء عملهما على تاريخ الشطرنج Geschichte und Litteratur des Schachspiels (برلين، 1874 مجلدين) وجد فان دير ليند أن النص الحقيقي الذي بنى عليه فوربس نظريته هو تيتيتافا راغوناندانا والذي كُتب حوالي سنة 1500 وليس 3000 قبل الميلاد كما زعم فوربس،  ونتيجة لذلك فإن نظريته الآن مرفوضة من قبل جميع المؤرخين المشهورين.

## أبحاث تاريخية
من اخترع الشطرنج، متى، أيـن، كيف ولمـاذا؟
هي أسئلة اختلف المؤرخون في الإجابة عنها وذلك لانعدام وجود أدلة كافية وقاطعة ترجح نظرية عن أخرى لذلك يبقى أصل الشطرنج مجهولا.

### الهنـد

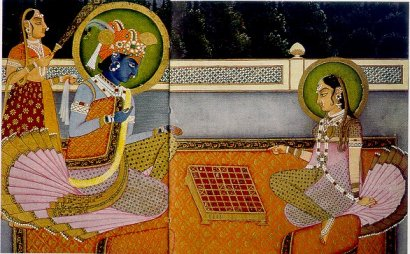
كريشنايلعب الشطورانجا مع رادها على أشتبادا أبعادها 8x8.

أقدم سلف للشطرنج الحديث هي لعبة تسمى الشطورانجا التي ازدهرت في الهند بالقرن السادس وهي أقدم لعبة مشابهة للشطرنج وتملك ميزتين أساسيتين توجدان في جميع متغيرات الشطرنج وهما: قطع مختلفة لها قوى مختلفة (وهو ما لا تحققه لعبتي الضامة والغو)، وأن النصر يعتمد على مصير قطعة واحدة (الملك في الشطرنج الحديث) ، كمـا أن رقعة الشطرنج تطورت رياضيا كما تشير إلى ذلك مسألة رقعة الشطرنج والقمح وهي نظرية مشهورة حول تطور الشطرنج في الهند بسبب تطور في الرياضيات يشمل اختراع الرقم صفر، 
صممت الشطرنج لتعلب في الأشتبادا (ثمانية أقدام بالسنكريتية) والتي استخدمت سابقا لألعاب سباق مشابهة للعبة الطاولة والتي مازال بعضها يلعب إلى اليوم في جنوب الهند ، الأشتبادا غير المطعمة بالأبعاد 8x8 كانت الرقعة الأساسية للعب الشطورانجا وكانت هناك رقع بأبعاد أخرى مثل داسابادا 10x10 والساتورانكم 9x9 ، الرقع التقليدية الهندية كانت تحوي علامة X في بعض أو كل هذه المربعات: a1 a4 a5 a8 d1 d4 d5 d8 e1 e4 e5 e8 h1 h4 h5 h8 ويعني ذلك أنها مربعات آمنة لا يسمح فيها الأخذ في الألعاب من نوع السباق وذلك قبل أن يخترع الشطرنج.
نظرية كوكس-فوربس التي اقترحت في نهاية القرن 18 بواسطة هيرام كوكس وطورت لاحقا من قل دنكان فوربس تقول متغيرة الشطرنج الرباعية شطوراجي كانت أصل الشطورانجا  وتم إثبات أن النظرية غير صحيحة.
في اللغة السنسكريتية شطورانجا (चतुरङ्ग) تعني حرفيا «أربعة أطراف» وفي الشعر الملحمي تعني جيوش وهي (الفيلة، العربات (القلاع)، الفرسان (الأحصنة)، الجنود) ووردت هذه الأسماء في ملحمة مهابهاراتا حين وصفت مكونات الجيوش في معركة ، وتعتبر الشطورنجا لعبة محاكاة معركة تظهر الاستراتيجية الهندية في ذلك الوقت.

### الصين

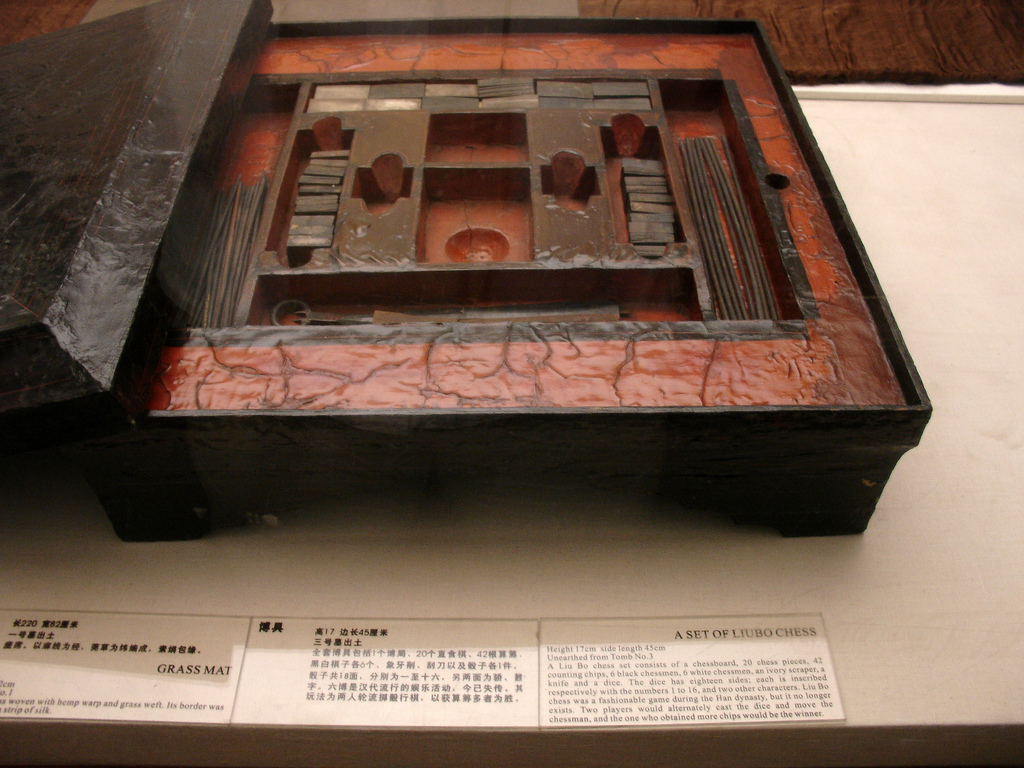
لعبة ليبو (سلف الشطرنج الصيني) مستخرجة من أحد معبد يعود لمملكة هان

توجد بعض الآراء القائلة أن الشيانغ تشي (الشطرنج الصيني) لم ينتقل من الهند إلى الصين وإنما أصله من الصين حيث تطور من لعبة ليوبو التي يعود تاريخها إلى حوالي ألفي سنة قبل الميلاد  والتسمية Xiangqi المكونة من شطرين تعني لعبة الفيلة (Xiang : فيل) و (qi: لعبة) وذلك لأن القطع كانت مصنوعة من العاج وكذلك لأن الصينيين كانو يستخدمون الفيلة في الحروب.
تكرر ذكر الكلمة Xiangqi في الأدب الصيني عبر التاريخ عدة مرات وكان أول ذكر لها هو وصف للإمبراطور شانغ وو يي وهو يلعب اليوبو وذلك في كتاب Xiangjing، وفي عهد مملكة هان تطورت عن الليبو لعبة سميت GeWu"" حيث تم التخلي عن النرد في اللعب ما جعلها تقترب في الهيئة من الشيانغ تشي الحديث وبحلول مملكة تانغ تطور Xiangqi وأصبح فيه قطع أخرى فضلا عن البيادق والجنرال وعرف باسم Xiang Xi، قام الإمبراطور وو مالك زهو الشمالية الذي يعزي إليه تطوير Xiangqi إلى هيئتها الحالية بتلخيص وتطوير التشانغ كسي ووثقها في وثيقة حملت اسم تشانغ جين غير أن هذه الوثيقة ضاعت. ولذلك تبقى العلاقة غامضة بين التشانغ تشي والشطرنج حيث لا يمكن إثبات أو نفي وجود صلة بينها خاصة وأن الوثائق الموجودة والتي تعود لعهد مملكة تانغ ذكرت تشانغ كسي فقط ومن دون ذكر قوانينها.
من جهة أخرى ذكر المؤرخ ديفيد لي نظرية تقول أن الشطرنج الصيني هو أصل الشطرنج وأنه كان موجودا في الصين منذ القرن الثالث ميلادي وأن الجنرال هان تشين قام بتطوير أول نسخة من الشطرنج الصيني من لعبة ليوبو في شتاء 203-204 ، غير أن المؤرخ بيتر بنشاك ذكر أن لي لم يستند على أي وثيقة في نظريته وأن كتاب "Xuanguai lu" المؤلف في عهد تانغ بواسطة الوزير نيوو سينغرو (779–847) يبقى المصدر الحقيقي الوحيد حول متغيرة الشطرنج الصينية.

### بلاد فارس

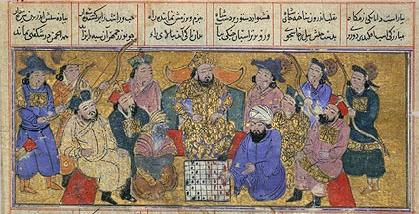
مخطوطة فارسية تصف وصول سفير هندي للبلاط الفارسي وإحضاره للشطرنج.

يتحدث كتاب فضائل أردشير حول مؤسس الإمبراطورية الفارسية الساسانية ويذكر أن الشطرنج كانت أحد إنجازات البطل الأسطوري أردشير الأول مؤسس الإمبراطورية ، وفي القرن الحادي عشر وصف الفردوسي في كتابه شاهنامه زيارة راجا من الهند والذي أعاد الحروب الماضية لكن على رقعة الشطرنج ، وهذه ترجمة مبنية على مخطوطات في المتحف الإنجليزي:
في أحد الأيام وصل سفير من الهند إلى البلاط الفارسي للملك كسرى الأول وبعد تبادل التحية والاحترام قدّم السفير هدايا ثمينة من ملكه كان من بينها رقعة جميلة مع قطع منحوتة من العاج وخشب الأبنوس تثير الفضول وبعدها أعلن تحديا:
«أيها الملك العظيم اجمع رجالك الحكماء وادعهم ليحاولوا حل ألغاز هذه اللعبة؛ إن نجحوا فإن سيدي ملك الهند سيدفع الضريبة لك بصفتك ملكا عظيما، لكن إن أخفقوا سيكون ذلك دليلا على أن الفارسيين أقل رجاحة في العقل وسنطلب الجزية من إيران»، وعُرضت الرقعة على رجال البلاط وبعد يوم وليلة من تفكير عميق تمكن بزرجمهر من حل اللغز وأجزل له العطاء من قبل ملكه الذي سُرّ بالأمر.
وبعد ذلك يستمر كتاب شاهنامه في سرد قصةٍ عن أصل الشطرج لا يمكن التأكد من صحتها وهي قصة تالهند وغاف، وهما أخوان من نفس الأم يسعى كل منهما لاعتلاء عرش الهند، وحدث أن تقابلا في معركة حاسمة وتوفي تالهند فوق فيله من دون أن يصاب، ولما علمت الأم بذلك ظنت أن غاف فعل ذلك وانتابها حزن شديد، وحاول غاف إقناع أمه أنه لم يقتل أخاه لا هو ولا رجاله وأنه مات وحده، لكنها لم تتمكن من استيعاب ذلك، فقام حصفاء البلاط باختراع لعبة الشطرنج وشرحوا القطع وطريقة حركتها ليظهروا لوالدة الأميرين كيف جرت المعركة وكيف توفي تالهند جراء الإجهاد العصبي بعد أن تمت محاصرته من قبل الأعداء  وقد استخدمت العبارة «شاه مات» (كش مات) لوصف مصير الأمير تالهند.

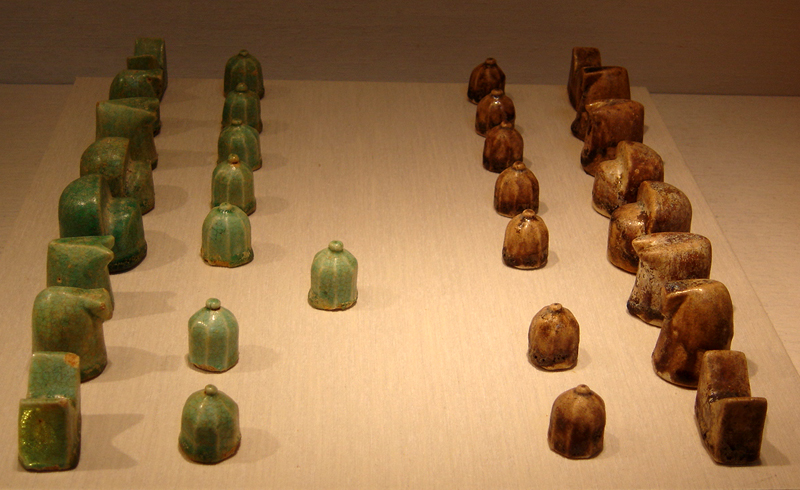
قطع شطرنج فارسية من القرن 12 في متحف نيويورك

كما ذكر الفيلسوف أبو حامد الغزالي في كتابه كيمياء السعادة (1100 م) الشطرنج وذكر بأنها عادة قد تغلب على المرء فتحول بينه وبين الحس السليم:
بالطبع، شخص ألِف اللعب بالحمام ولعب الشطرنج أو المقامرة، يصبح ذلك طبعا فيه وسيتخلى عن جميع وسائل الراحة في العالم من أجل تلك العادات ولا يمكنه الابتعاد عنها.
تغير مظهر قطع الشطرنج بشكل كبير منذ عهد الشطرنج القديم حيث تم التخلي عن أشكال الحيوانات ونحتها على أشكال تجريدية، وذلك لتحريم الإسلام للألعاب التي تشمل على قطع من ذوات الأرواح لأن ذلك شكل من أشكال الوثنية ، حيث أصبحت القطع الإسلامية للشطرنج مصنوعة من الطين أو منحوتة من الحجر بأشكال مجردة لعدة قرون.

### عند العرب
بعد الفتح الإسلامي لبلاد فارس انتقل الشطرنج إلى العرب وخلال العصر الذهبي للإسلام تمت كتابة العديد من الأعمال حول الشطرنج حيث سجلت لأول مرة افتتاحيات الشطرنج، مسائل الشطرنج، مسألة الحصان والعديد من المواضيع المعروفة في كتب الشطرنج الحديثة، معظم هذه المخطوطات مفقودة لكن محتواها معروف نتيجة لأعمال كتاب آخرين نقلوا عنها 
أقدم عمل يفهرس الكتب في الشطرنج هو كتاب الفهرست لابن النديم والذي ذكر فيها الكتب التالية: كتاب الشطرنج للعدلي، لطيف في الشطرنج للرازي، كتاب الشطرنج بجزئين للصولي، منصوبات الشطرنج للجلاج، مجموع في منصوبات الشطرنج لابن الإقليدسي إبراهيم بن محمد ، وتم تصنيف اللاعبين حسب القوة لعدة وكان من النبغاء: جابر الكوفي والربراب وابن النديم في عهد المأمون، العدلي وكان أقوى لاعب في عهد الواثق، الرازي الذي فاز سنة 847 في مباراة ضد العدلي الذي أصبح كبيرا آنذاك وذلك في حضور الخليفة المتوكل، الصولي فاز على الماوردي في عهد المكتفي ويعتقد بأنه أقوى لاعب عربي في الشطرنج، وكان الصولي يعتبر الربراب والرازي أقوى أسلافه، اللجلاج وكان تلميذ الصولي وأقوى اللاعبين في زمانه.
أما من ناحية أقدم قطع الشطرنج في العالم  التي تم اكتشافها فقد عثرت بعثة كندية من جامعة فكتوريا على أقدم قطعة شطرنج بالتاريخ في الأردن.
وقيل في كتاب الشطرنج عن اللاعب الممتاز: «اللاعب الحاذق يوزع قطعه بطريقة ليكتشف نتائج لا يراها الجاهل أبدا...ومنه فإنه يخدم تطلعات السلطان بتوقع الكارثة» 

## الوصول إلى أوروبا

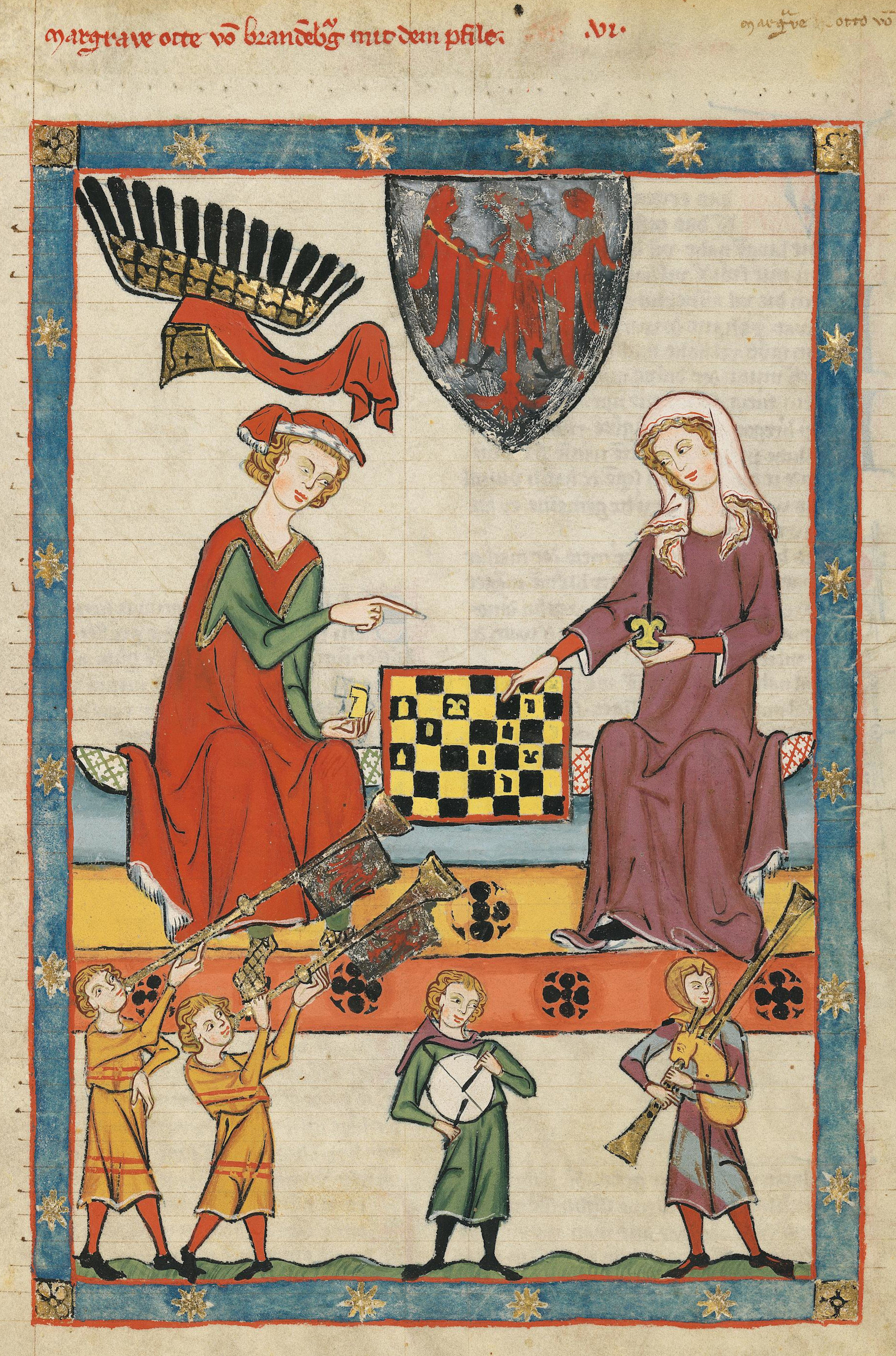
أوتو الخامس يلعب الشطرنج مع امرأة 1320.

انتقل الشطرنج إلى أوروبا عبر إسبانيا مع الفتح الإسلامي للأندلس حوالي القرن العاشر وبعدها انتشر في كامل أوروبا ابتداء من القرن الحادي عشر، ويقال عبر إيطاليا الجنوبية (إمارة صقلية)  حيث توجد رواية تقول أن الملك شارلمان تلقى مجموعة قطع من عند الخليفة هارون الرشيد غير أن تلك الرواية ضعيفة حيث يعتقد أن القطع التي يعود تاريخها إلى 1080-1100 م تم تصنيعها في مدينة ساليرنو بإيطاليا من قبل مصمم ومالك مجهولين.
بقيت الشطرنج لمدة من دون شعبية كبيرة حتى القرن الثاني عشر أين ارتفعت شعبيتها بحدة  وتم نحت أشكال القطع وتلوين الرقعة (بالأبيض والأحمر آنذاك) وتم كتابة العديد من الكتب في موضوع الشطرنج بين القرنين 12 و15 وبلغت من الشعبية أن أصبحت سمة من سمات الفروسية في أروبا حيث أضافها الكاتب بيتروس ألفونسي إلى الصفات السبع التي يجب أن يتحلى بها الفارس في كتابه "Disciplina Clericalis"  ولعبها ملوك أوروبا أمثال هنري الأول، هنري الثاني، ريتشارد الأول ملوك إنجلترا، وكذلك ألفونسو العاشر ملك تاج قشتالة وإيفان الرابع ملك روسيا.
انتشر لعب الشطرنج مقابل النقود كثيرا في القرن الثالث عشر ورغم مرسوم الملك لويس التاسع الذي يمنع المقامرة بالشطرنج سنة 1254  تم تجاهله من قبل الشعب لكونه غير ملزم واستمر حتى أصحاب الطبقة الأرستقراطية والنبيلة في ممارسته، وكذلك من قبل بعض الأساقفة لكن من دون نقود.

### التغيرات الأولى في القوانين
في محاولة لجعل اللعبة أكثر سرعة حيث كانت المباريات تستمر أحيانا لأيام  تم إضافة قوانين جديدة:
- يتحرك البيدق مربعين في النقلة الأولى بدل مربع واحد وهذا قاد إلى الأخذ بالتجاوز، وفي إيطاليا كانت تطبق القاعدة العكسية بحيث لا يجوز لبيدق التحرك بخانتين وتجاوز خانة وسطية يأخذه فيها بيدق الخصم من أجل صد كش.[45]
- يمكن للملك الققفز بمربع واحد لجعله يذهب سريعا نحو الزاوية ليكون بأمان (وقاد هذا في النهاية إلى قانون التحصيين)
- يتحرك الفرز (الملكة قديما) مربعين أفقيا أو عموديا نحو خانة من نفس اللون في النقلة الأولى (طبق هذا القانون كذلك على البيدق الذي يرقى إلى فرز)
- تجاهل الكش الذي تقوم به قطعة تتصدى بدورها لكش من قطعة أخرى.

## أصول الشطرنج الحديث

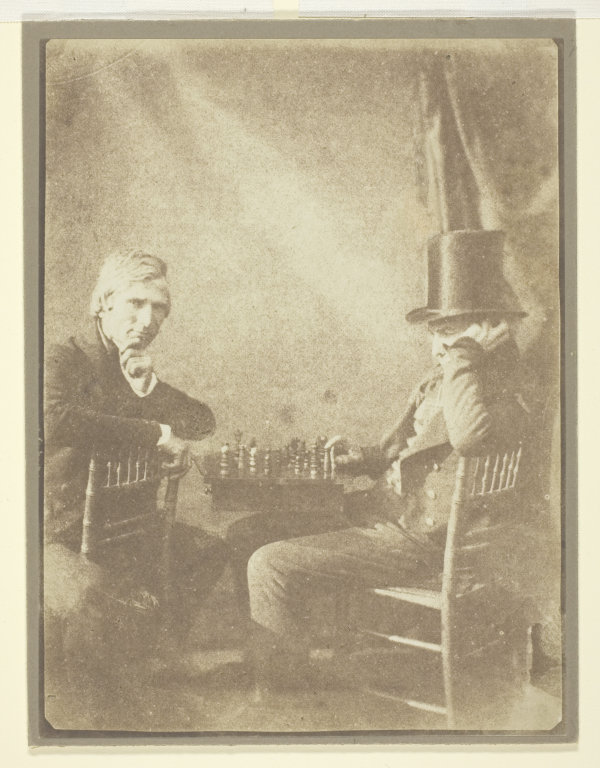
لاعب الشطرنج بريشة وليم فوكس تالبوت، 1847.

بقيت حركتا قطعتي الفرز والفيل على حالها حتى عام 1475 حيث قام أحدهم بتبديل قطعة الساعي في الشطرنج القياسي مكان قطعة الفيل القديمة وأعطى الملكة حركتها الجديدة وهي توليفة بين حركة الساعي والقلعة  وأصبحت هذه اللعبة أكثر متعة من شطرنج القرون الوسطى وأخذت الشطرنج بهاتين الحركتين الجديدتين أسماء مثل «شطرنج الملكة» أو «شطرنج الملكة المجنونة»، وزاد هذا في قيمة قاعدة الترقية  وأصبحت الإماتة أكثر سهولة ويمكن الفوز بالمباريات في عدد صغير من النقلات.
انتشرت هذه القوانين الجديدة بسرعة في غرب أوروبا وإسبانيا باستثناء قانون الردب الذي تم تحديده في بداية القرن الـ 19 ، حركة الملكة الحديثة بدأت كتمديد لحركتها القديمة وهي القفز بمربع قطريا حيث تعتقد مارلين أن الحركة الجديدة بدأت في إسبانيا  وبالنسبة لقطعة الفيل القديمة التي كانت حركتها مربعين قطريا فقد تم استبدالها بقطعة الساعي أو العداء من متغيرة شطرنج الساعي والتي تتحرك بعدد غير محدود من المربعات قطريا.
تم نشر قصيدة كايسا للشاعر ولاعب الشطرنج ماركو فيدا سنة 1529 ساهمت في إعادة تسمية قطعة الرخ إلى القلعة وتغير بذلك شكلها كذلك.
يعتبر اللاعب الإيطالي جواكينو غريكو أول محترف حقيقي في اللعبة حيث كتب تحليللات للعديد من الوضعيات المؤلفة وساهم عمله في زيادة شهرة الشطرنج وتوضيح العديد من النظريات المتعلقة بتكتيكات وطريقة لعب اللعبة 
أول عمل كامل يتعلق بدراسة توليفات الشطرنج المختلفة كتب بواسطة الفرنسي فرانسوا فيليدور الذي اعتبر أفضل لاعب شطرنج في العالم لمدة حوالي 50 سنة، وتم نشره في القرن 18 وكان عنوانه "L'Analyse des échecs" «تحليل الشطرنج» وكان عملا مؤثرا ظهر على أكثر من 100 إصدار.
الكتابة حول نظرية الشطرنج بدأت تظهر في أوروبا بالقرن 15، أقدم كتاب شطرنج مطبوع موجود هو Repetición de Amores y Arte de Ajedrez «قصيدة حب وفن لعب الشطرنج» للقس لويس راميريز دي لوسينا تم نشره في سالامانكا عام 1497. طور لوسينا ولاحقا أساتذة مثل البرتغالي بيدرو داميانو والإيطاليون ليوناردو دا كوتري، جوليو بوليريو، جواكينو غريكو والأسقف الإسباني روي لوبيز دي سيغورا نظريات الافتتاحيات وبدؤوا في دراسة بعض النهايات البسيطة.
في القرن الـ 18 انتقل مركز الشطرنج في أوروبا من الجنوب إلى فرنسا وكان أهم أستاذين في فرنسا هما فرانسوا فيليدور الذي اكتشف أهمية البيادق في إستراتيجية الشطرنج ولاحقا لويس تشارلز دي لابوردونيي الذي فاز بسلسلة مقابلات مشهورة ضد الأستاذ الإيرلندي ألكسندر ماكدونال سنة 1834 وكان مركز تجمع اللاعبيين مقهى لاريجونس في باريس  ومطعم سيمبسون ديفان في لندن.
في القرن الـ 19 تطورت هياكل الشطرنج بسرعة، حيث ظهرت العديد من أندية وكتب وجرائد الشطرنج وكانت هناك مباريات بالمراسلة بين المدن إذ لعب نادي لندن مع نادي إيدنبرغ سنة 1824 ، وأصبحت مسائل الشطرنج جزءا مألوفا من الجرائد، وألف بيرنارد هورويتز وجوزيف كلين وسام لويد العديد من مسائل الشطرنج المؤثرة.